# Circles (пісня)
Circles (з англ. — Кола) — пісня макендонської співачки Андреї Коевської, яка була випущена 17 січня 2022 року. Ця пісня представляла Північну Македонію на Євробачення 2022, де посіла 11 місце у півфіналі і, відповідно, не пройшла до фіналу.

## Євробачення

### Za Evrosong 2022
Для зацікавлених співаків і композиторів було відкрито термін подання пісень з 10 грудня 2021 року по 16 січня 2022 року. На момент закінчення терміну MRT отримала 47 заявок. Шість робіт було відібрано спеціальним журі з поданих матеріалів і вони були оголошені 21 січня 2022 року. Конкурсні пісні були опубліковані 28 січня 2022 року.
«Circles» отримала 20 балів, набравши 12 балів від журі та 8 балів від телеголосування. У той час як інша конкуруюча пісня, «Superman» Віктора Апостоловського, також набрала 20 балів, але «Circles» набрали більше балів у журі, а «Superman» отримав лише 8 балів від журі. Пісня виграла конкурс і, як наслідок, буде представляти Північну Македонію на Євробачення 2022.

### Інцидент на «Бірюзовій доріжці»
Під час церемонії відкриття Євробачення 2022, «Бірюзової доріжки», що відбулася 8 травня 2022 року представниця Північної Македонії Андреа Коевська кинула на землю прапор своєї країни, перш ніж позувати для преси. Пізніше македонська телекомпанія MRT опублікувала заяву, у якій засудила дії Андреї, зазначивши, що «наруга над національним символом карається законом Македонії». Також телекомпанія заявила, що розглядає можливість відкликання Андреї з конкурсу, а на людей у делегації, які вважаються відповідальними за інцидент, будуть накладені санкції. Пізніше того ж дня співачка вибачилася за свій вчинок. 11 травня MRT заявили, що вони проведуть дисциплінарні заходи після повернення делегації з Турина, а також зазначили, що розглядають імовірність того, що Північна Македонія не повернеться на конкурс 2023 року у зв'язку з негативним розголосом, спричиненим інцидентом.

### На Євробаченні
Після жеребкування, що відбулося 25 січня 2022 року, стало відомо, що Північна Македонія виступить у 2 півфіналі, який відбувся 12 травня 2022 року. Пісня зайняла 11 місце, що не дало їй пройти до фіналу